# Bathing Beauty
Bathing Beauty (Brasil: Escola de Sereias / Portugal: A Rainha das Sereias) é um filme de comédia musical estadunidense de 1944, dirigido por George Sidney para a Metro-Goldwyn-Mayer. Apesar de não ser o filme de estreia de Esther Williams, foi seu primeiro musical em Technicolor.
O título do filme inicialmente era "Mr. Co-Ed" com Red Skelton como o maior destaque. Contudo, quando os executivos da MGM assistiram a primeira cópia do filme, decidiram chamar a atenção para o papel de Esther Williams e mudaram para "Bathing Beauty", promovendo como atração principal a bela figura de maiô da atriz nos cartazes e anúncios.
É a estreia no cinema de Janis Paige. Após esse trabalho, Paige foi para a Warner Brothers e participou de filmes como Of Human Bondage, Hollywood Canteen e Romance on the High Seas. Anos mais tarde, ela retornaria a Metro-Goldwyn-Mayer.
Nos números musicais participam as orquestras de Henry James e Xavier Cugat. Em apresentação solo, a organista Ethel Smith executa uma versão de "Tico-Tico no Fubá", que em 1944 se tornaria seu grande sucesso com o título de "Tico-Tico", vendendo dois milhões de discos no mundo todo.

## Elenco
- Red Skelton...Steve Elliot
- Esther Williams...Caroline Brooks
- Basil Rathbone...George Adams
- Bill Goodwin...Professor Willis Evans
- Jean Porter...Jean Allenwood
- Nana Bryant...Dean Clinton
- Carlos Ramírez...ele mesmo
- Ethel Smith...Ethel Smith - Professora de música
- Lina Romay...Ela mesma
- Helen Forrest...ela mesma - Cantora acompanhada de Harry James and His Music Makers
- Donald Meek...Chester Klazenfrantz, o advogado
- Jacqueline Dalya...Maria Dorango
- Francis Pierlot...Professor Hendricks
- Ann Codee...Mme. Zarka
- Margaret Dumont...Senhora Allenwood
- Bunny Waters...Bunny
- Janis Paige...Janis
- Xavier Cugat...ele mesmo - Líder da Xavier Cugat e Orquestra
- Harry James...ele mesmo - Líder da Harry James and His Music Makers
- Dorothy Adams...Senhorita Hanney - Secetaria
- Jane Isbell...Moça da Western Union

## Sinopse
Em Los Angeles, o popular compositor musical Steve Elliot se apaixona pela professora Caroline Brooks e decide casar com ela, para contrariedade de seu patrão, o produtor teatral novaiorquino George Adams. Durante a cerimônia de casamento, uma atriz contratada por Adams se faz passar por uma esposa com três filhos de Elliot e  Caroline, desiludida, volta para a Faculdade Feminina Victoria em New Jersey. Desesperado, Elliot vai atrás dela e, aproveitando-se de uma brecha legal que dizia que oficialmente a faculdade não era feminina, se matricula como aluno, se tornando o único do sexo masculino nessa condição. A reitora decide aceitar a matrícula dele mas orienta aos professores, com o apoio de Caroline que não contara a ninguém sobre seu casamento, que lhe atribuissem "deméritos", até o número suficiente para expulsá-lo. Elliot, com o apoio de várias alunas que conheciam as músicas dele, tenta reconquistar Caroline, apesar da perseguição dos professores e em especial do rival amoroso Evans e seu enorme cão dinamarquês.
Uma das tarefas dadas a Elliot é compor em um dia uma versão própria para a tradicional balada escocesa Loch Lomond. Com a ajuda das estudantes, do amigo cantor Carlos, da professora-assistente de música Ethel Smith e do maestro Harry James, Elliot consegue realizar a tarefa e ganha um "A" do rigoroso professor Hendricks.

## Produção
Skelton foi avisado para cortar seu cabelo ruivo do peito para as cenas na piscina. Ele protestou e após conferenciar com a esposa, cortou apenas uma vez recebendo 200 dólares em dinheiro pago pelo estúdio e guardou todos os fios num saco plástico. Outra cena que trouxe dificuldades para Skelton foi a de quando seu personagem está preso em uma casa, vigiado por um agressivo cão dinamarquês. A sequência estava para ser cancelada até que Buster Keaton visitou o cenário e sugeriu uma solução satisfatória.
As cenas na piscina foram feitas no Lakeside Country Club no Vale de São Fernando, Califórnia. As filmagens foram realizadas em janeiro e os gramados do clube estavam secos e de cor marrom. O diretor George Sidney trouxe tinta verde e orientou a equipe para que usassem na grama, durante a semana de filmagens. Isso arruinou o gramado e o estúdio teve que mandar uma equipe na primavera para replantar a grama.
O acompanhante de Esther Williams para o lançamento do filme em Pomona foi seu futuro marido, Sargento Ben Gage.

## Lançamento
A premiere foi no Cinema Astor em Nova Iorque. Para anunciar o evento, a propaganda da MGM construiu um painel de Esther Willians de seis andares de altura e o colocou em Times Square. No grande letreiro ela dizia: "Come on in. The water's fine!" ("Venham. A água está ótima!").

### Recepção
O filme teve uma recepção "luminosa" ("Glowing") segundo o que Esther    Williams escreveu em sua autobiografia. Uma resenha de 1944 do New York Times ridicularizou o título, mas acrescentou (em tradução livre): "Os talentos da Senhorita Williams como nadadora—sem se mencionar seus demais atributos—fazem com que qualquer título que o estúdio escolher ficasse bom para nós. Quando ela nada através da água azul cristalina num maiô rosado e respinga numa límpida magnificência no carnaval aquático berrante que John Murray Anderson nos preparou, é um belo banho para nosso dinheiro, mesmo arrastando nossos calcanhares. Em outras palavras, "Bathing Beauty" é um espetáculo colorido de música, comédia e dança. É como as calças de julho para o calor de junho, um prazer refrescante para se ter a mão".

### Bilheteria
Com a excelente música e as extravagantes sequências aquáticas, Bathing Beauty foi um sucesso nas bilheterias. De acordo com os registros da MGM o filme arrecadou 3.284.000 de dólares nos Estados Unidos e Canadá e 3.608.000 de dólares no resto do mundo, resultando num lucro de 2.132.000 de dólares. Foi um dos mais populares filmes de 1946 na França com o público de 5.438.665 pessoas.

### Vídeo
Em 17 de julho de 2007, a Turner Entertainment lançou Bathing Beauty em DVD como parte da coleção " Esther Williams Spotlight", Volume 1. Os cinco discos incluem também versões resmaterizadas digitalmente de Easy to Wed (1946), On an Island with You (1948), Neptune's Daughter (1949) e Dangerous When Wet (1953).

### Influência
Muitos momentos do filme se tornaram famosos, como a cena em que nadadores mergulham e passam uns pelos outros em acrobacias na piscina e os movimentos aquáticos com Williams, incluindo sua recepção como rainha ao emergir da água, seu mergulho de cisne e quando vários nadadores a rodeiam formando um círculo. As excelentes tomadas da elaborada sequência coreográfica se tornaram exemplares, especialmente para Williams e o coreógrafo Busby Berkeley.
O balé aquático na sequência final foi parodiado muitas vezes: em The Great Muppet Caper (1981), uma das mais famosas com a Senhorita Piggy, na comédia History of the World, Part I (1981) de Mel Brooks, rapidamente na sequência "Be Our Guest" do desenho Disney Beauty and the Beast (1991) e no episódio de The Simpsons "Bart of Darkness" (1994), com Lisa Simpson.

## Trilha sonora
A trilha sonora inclui grandes apresentações das maiores orquestras e músicos da época: Harry James, Xavier Cugat, Ethel Smith, Helen Forrest e Lina Romay:
- "Magic is the Moonlight (Te quiero, dijiste)" - Carlos Ramírez (em espanhol) com a Orquestra de Xavier Cugat
- "I'll Take the High Note" - ouvido durante os letreiros de abertura, com Red Skelton, Jean Porter, Janis Paige, Carlos Ramírez e Helen Forrest
- "Bim, Bam, Bum" - Lina Romay com a Orquestra de Xavier Cugat
- "Trumpet Blues and Cantabile" - Harry James and His Music Makers com Harry James no trompete
- "By the Waters of Minnetonka: an Indian Love Song" - Ethel Smith
- "Tico-Tico no Fubá" - Ethel Smith
- "Alma llanera" - Lina Romay com a Orquestra de Xavier Cugat
- "Hora staccato" - Harry James, Harry James and His Music Makers
- "I Cried for You" - Helen Forrest, Harry James and His Music Makers
- "Boogie Woogie" - Harry James and His Music Makers
- "The Thrill of a New Romance" - Orquestra de Xavier Cugat